# 마구

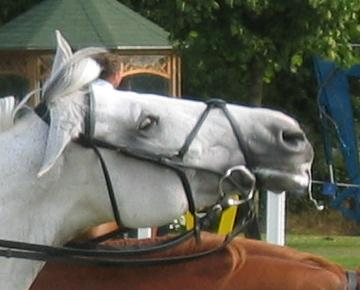
재갈

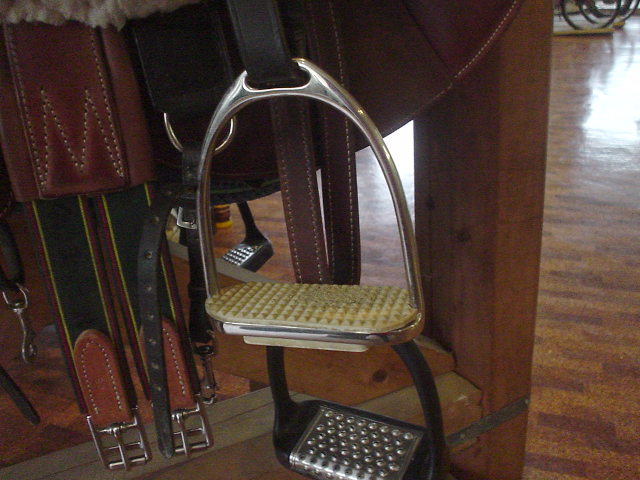
등자

마구(馬具)는 말을 부리는 데에 쓰는 기구이다. 가죽으로 이루어져 있으며, 죔쇠와 걸쇠로 이어붙여 만든다. 굴레, 고삐, 어깨띠, 멍에, 봇줄, 수레에 밧줄을 기본으로 하고, 상황에 따라 다른 부분을 덧붙인다.
- 재갈: 재갈은 말과 고삐의 연결 고리로, 말을 부리기 위하여 아가리에 가로 물리는 가느다란 막대를 말한다. 기원전 3000년경 중앙아시아에서 만들어졌다.

- 굴레: 말의 머리와 목에서 씌우는 마구의 일부로써, 말의 입 속에 물린 재갈고리에 연결된 가죽끈과 고삐로 이루어져 있다.
- 코굴레(CAVESSON 또는 NOSE BAND): 입을 지나치게 벌리거나 비틀거나 하는 것을 막고 올바른 재갈감각을 익힐 수 있도록 하기 위해 채우는 굴레이다.

- 고삐: 말을 몰거나 부리려고 재갈이나 코뚜레, 굴레에 잡아매는 줄을 말함.

- 말안장: 스키타이 시대에 부드러운 펠트 안장이 등장했고, 기원후 1세기경 딱딱한 나무 안장이 개발되었다.
- 등자: 말을 탈 때 발을 거는 고리로 기원전 3~4세기경 등장하였다.

## 같이 보기
- 기승장구

## 참고 문헌
- 이 문서에는 다음커뮤니케이션(현 카카오)에서 GFDL 또는 CC-SA 라이선스로 배포한 글로벌 세계대백과사전의 내용을 기초로 작성된 글이 포함되어 있습니다.